# TMA Solutions
TMA Solutions là công ty thuộc Tập đoàn Công nghệ TMA (tiếng Anh: TMA Tech Group hoặc TMA Technology Group, tiếng Việt: Công ty TNHH Giải Pháp Phần Mềm Tường Minh, gọi tắt TMA) là một tập đoàn Việt Nam, kinh doanh các dịch vụ liên quan đến phát triển phần mềm.

## Tiểu sử
Vào tháng 3 năm 1997, bà Bùi Ngọc Anh thành lập công ty TMA với 6 kỹ sư tại phòng khách nhà bà. Vào thời điểm đó, một công ty công nghệ thông tin ở Canada có ý thuê nhà bà Ngọc Anh làm chi nhánh cho công ty, đồng thời cũng muốn nhờ bà hoàn thành giúp các thủ tục pháp lý để mở chi nhánh cho mình. Nhưng cuối cùng, vì lý do tài chính nên công ty này đã hủy hợp đồng, thế là bà Ngọc Anh, cùng với vốn kiến thức đã thu thập được trong thời gian qua đã cho ra đời công ty TMA.
Đến năm 1998, TMA đón nhận khách hàng đầu tiên từ Mỹ và Canada. Vào năm này, số lượng thành viên của TMA đã tăng lên gấp ba lần, tức 18 người.
Năm 1999, con số 18 người này lại một lần nữa tăng lên gấp 3, TMA đạt được mức 54 nhân viên, và dời trụ sở sang quận Phú Nhuận. Hiện nay, trụ sở này vẫn là trụ sở chính của công ty.
Vào năm 2000, TMA có thêm khách hàng mới từ Úc, Singapore, Ấn Độ và Nhật Bản.
Năm 2001, TMA có thêm trụ sở mới, cũng ở quận Phú Nhuận. Đồng thời cũng có thêm khách hàng từ Nhật Bản.
Năm 2003, TMA thành lập trung tâm nghiên cứu và phát triển R&D. Số lượng nhân viên lúc này cũng đạt được 200 người.
Năm 2005, TMA thành lập trụ sở ở nước ngoài đầu tiên tại Canada. Xét về mặt các trụ sở trong nước, cùng với trụ sở tại đường Đặng Văn Ngữ (quận Phú Nhuận) được thành lập vào năm 2004, đến năm 2005, TMA lại mở thêm một trụ sở mới trên đường Trần Hữu Trang (quận Phú Nhuận), đẩy số lượng trụ sở lên 5, góp phần mở rộng quy mô công ty hơn.
Năm 2006-2008: TMA thành lập thêm 3 chi nhánh mới ở Nhật bản, Mỹ và ở châu Âu. Vào lúc này, TMA bước đầu thâm nhập thị trường châu Âu với các khách hàng từ Đức, Pháp, Đan Mạch. Thành lập TMA Training Center (Trung tâm Đào Tạo TMA) cho việc đào tạo kỹ sư và sinh viên.
Năm: 2009-2010: Thành lập trụ sở thứ sáu của mình tại công viên phần mềm Quang Trung. Đồng thời cho ra đời Trung tâm Giải pháp Di Động TMA (TMA Mobile Solutions). Thêm vào đó, TMA mở thêm một chi nhánh mới tại Úc. Vào năm 2009, TMA cũng có mặt tại triển lãm CommunicAsia2009 ở Singapore. Ngày 29/7/2010, Trung tâm Nghiên cứu & Phát triển CNTT-TT (ICT R&D Center - iRDC) của TMA được thành lập nhằm phục vụ hợp tác phát triển công nghệ và sản phẩm mới (iRDC).
Năm 2011: TMA thành lập Tech Lab và Trung tâm Thực tập Sinh viên (SDC) nhằm đào tạo và nâng cao trình độ các thế hệ sinh viên, đặc biệt là sinh viên CNTT. Vào năm này, TMA cũng thành lập Bảo tàng và Thư viên sách cũ tại Lab6 (công viên phần mềm Quang Trung)
Năm 2012: TMA tham gia triển lãm CommunicAsia2012 tại Singapore. Cùng năm, TMA cũng tham gia triển lãm CNTT CeBIT tại Hannover, Đức. Lúc này, số lượng nhân viên của TMA là 1200 người.
Năm 2013: số lượng nhân viên là 1400 người.
Năm 2015: số lượng nhân viên là 1800 người.
Năm 2017: kỉ niệm 20 năm thành lập, số lượng kỹ sư CNTT đang làm việc tại TMA đạt hơn 2000 người. Thành lập TMA Innovation Center (Trung tâm sáng tạo TMA)
Năm 2018: khởi công xây dựng công viên sáng tạo TMA tại thành phố Quy Nhơn, tỉnh Bình Định. Số lượng nhân viên tại TMA là 2400 kỹ sư.

## Các cơ sở
- Việt Nam: Thành phố Hồ Chí Minh,[9] TP. Quy Nhơn
- Canada: Ottawa[9]
- Hoa Kỳ: San Jose[9]
- Úc: Melbourne[9]
- Nhật Bản: Tokyo[9]
- Singapore[9]
- Đức: Munich[9]

## Lĩnh vực hoạt động
- Tích hợp hệ thống.
- Xuất khẩu phần mềm.
- Giải pháp phần mềm.
- Cung cấp các giải pháp, dịch vụ viễn thông
- Đào tạo sinh viên và nhân viên về kiến thức phần mềm và kỹ năng mềm.[cần dẫn nguồn]

## Bằng khen
- Bằng Khen của Bộ Thông tin và Truyền thông về thành tích cải tiến chất lượng năm 2007.[2]
- Bằng khen của Ủy ban nhân dân Thành phố Hồ Chí Minh: Đã có thành tích xuất sắc trong lĩnh vực CNTT-TT, góp phần tích cực vào sự  phát triển CNTT-TT của Thành phố (10 năm liên tục từ 2003 đến 2012).[2]
- Chứng nhận và cúp của Hội Tin học Thành phố Hồ Chí Minh (HCA).[2]
- Huy Chương Vàng Xuất khẩu Phần Mềm (15 năm liền từ 2004 đến 2018).[2]
- Top 5 Đơn Vị Gia Công Xuất khẩu Phần Mềm Hàng Đầu năm 2009, 2010 và 2012.[2]
- Bằng khen của VINASA: Đã có thành tích xuất sắc đóng góp cho hoạt động của Hiệp hội và cho sự phát triển của ngành phần mềm và dịch vụ công nghệ thông tin VN năm 2012.[2]
- Là một trong 15 công ty hàng đầu thế giới trong việc áp dụng hiệu quả quy trình gia công phần mềm (Báo cáo của công ty tư vấn Mỹ Aberdeen, 09/2002).[1][2]
- Đạt các chứng chỉ chất lượng quốc tế (CMMI-L5, TL 9000, ISO 9001:2000, ISO 27001:2005).[2]

## Đánh giá
Theo đánh giá của Aberdeen Group vào năm 2002, TMA thuộc nhóm 15 công ty gia công phần mềm toàn cầu tốt nhất, đồng thời cũng là công ty gia công phần mềm có quy mô lớn nhất Thành phố Hồ Chí Minh.